# 馬場信春
馬場 信春 / 馬場 信房（ばば のぶはる / ばば のぶふさ）は、戦国時代の武将。後代には武田四天王の一人に数えられる。文献によっては房信とも。
武田信虎、信玄、勝頼の三代に渡り仕えた歴戦の重臣だったが、長篠の戦いで討ち死にした。

## 生涯

### 出生と馬場氏について
生年に関しては、永正11年（1514年）／永正12年（1515年）とも言われる。
「馬場家系図」によると馬場氏は、清和源氏の中の摂津源氏、源頼光の曾孫の源仲政（馬場仲政）を遠祖とする源姓の氏族。摂津源氏の一派である美濃源氏の土岐氏の祖となる源光信（土岐光信）の孫で、美濃国土岐郡に土着した土岐光衡の一族で、甲斐国教来石村(北杜市白州町)に移り教来石氏を名乗る。信春もまた教来石（きょうらいし）景政と名乗り、後に馬場氏の名跡を継いで馬場信房と改名、さらに改名して信春となる。通称ははじめ民部少輔、のち美濃守になり、鬼美濃と恐れられることになる。

### 信虎時代
武田信虎の時代から武田氏に仕える。はじめは現在の山梨県北巨摩郡一帯に分拠していた武川衆の一員であった。
武田晴信（信玄）の初陣である海ノ口城攻めに参加し、敵将・平賀源心を討つという功績を挙げたといわれている。天文10年（1541年）の信玄の信虎追放計画に参加していたといわれる。

### 信玄時代
信玄が武田氏の当主となり、その直後から諏訪・伊那（いずれも信濃国）攻めが始まると、これに参加して武功を挙げた。このため信玄から、天文15年（1546年）に信虎時代に信虎に当主・馬場虎貞が殺害されたために名跡が絶えていた、甲斐武田氏譜代の名門である馬場氏を継ぐことを許された。このとき、同時に50騎持の侍大将となり、名も景政から信房と改めた。
その後も信玄の信濃攻めに参加して武功を挙げたため、永禄2年（1559年）に120騎持に加増され、譜代家老衆の一人として列せられた。永禄4年（1561年）の川中島の戦いでは、上杉軍の背後を攻撃する別働隊の指揮を任されたと言われている。永禄5年（1562年）には前年に隠退した原虎胤にあやかって美濃守の名乗りを許され、馬場美濃守信春と改名する。
永禄11年（1568年）の駿河侵攻にも参加する。永禄12年（1569年）の三増峠の戦いでは、先鋒として北条軍と戦い、武功を挙げた。元亀3年（1572年）の信玄による西上作戦にも参加し、信玄から一隊の指揮を任されて只来城(浜松市天竜区只来)を攻略した。三方ヶ原の戦いにも参加し、徳川氏軍を浜松城下まで追い詰めるという武功を挙げた。

### 最期

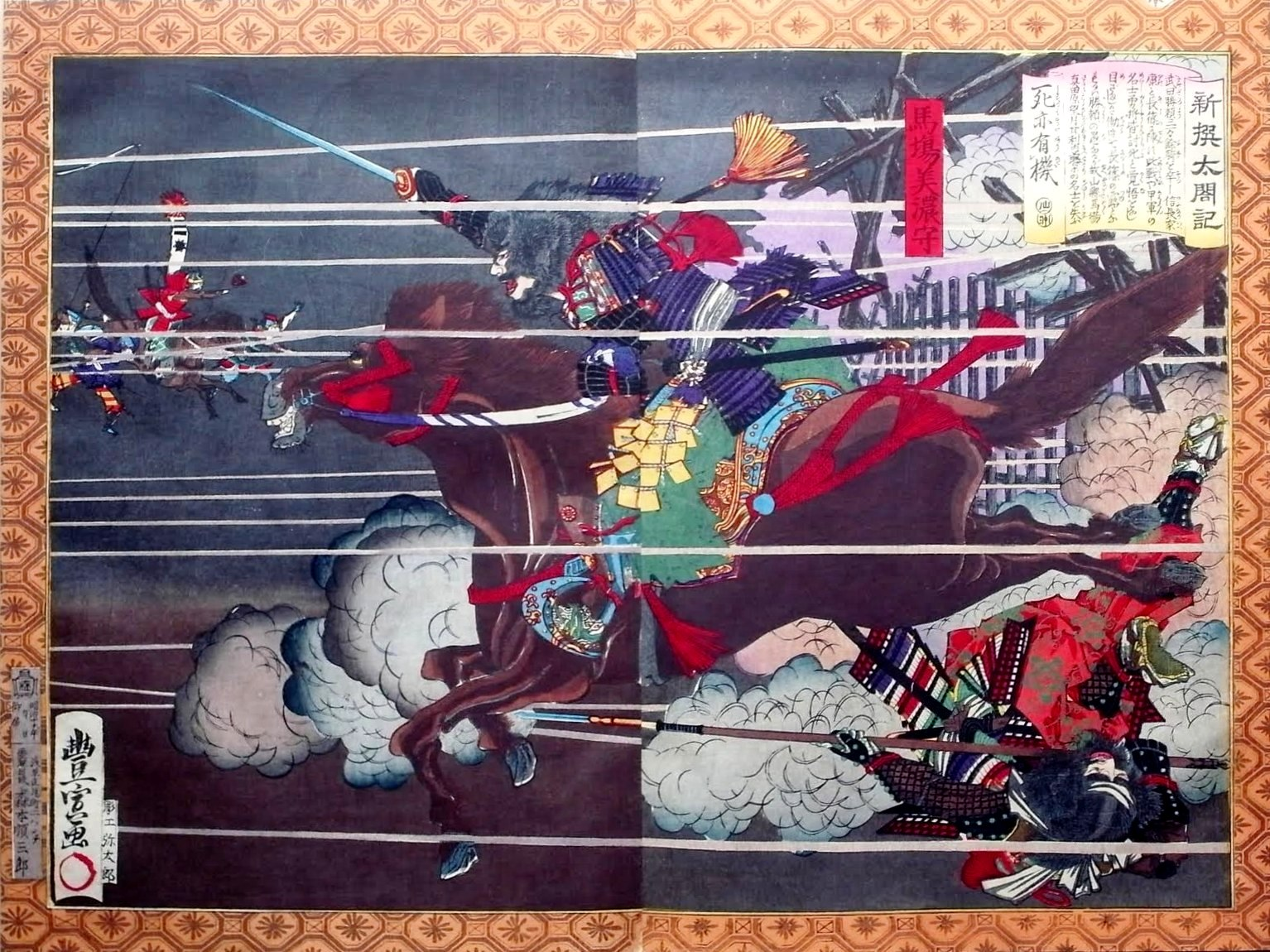
馬場美濃守の最期 （歌川豊宣画）

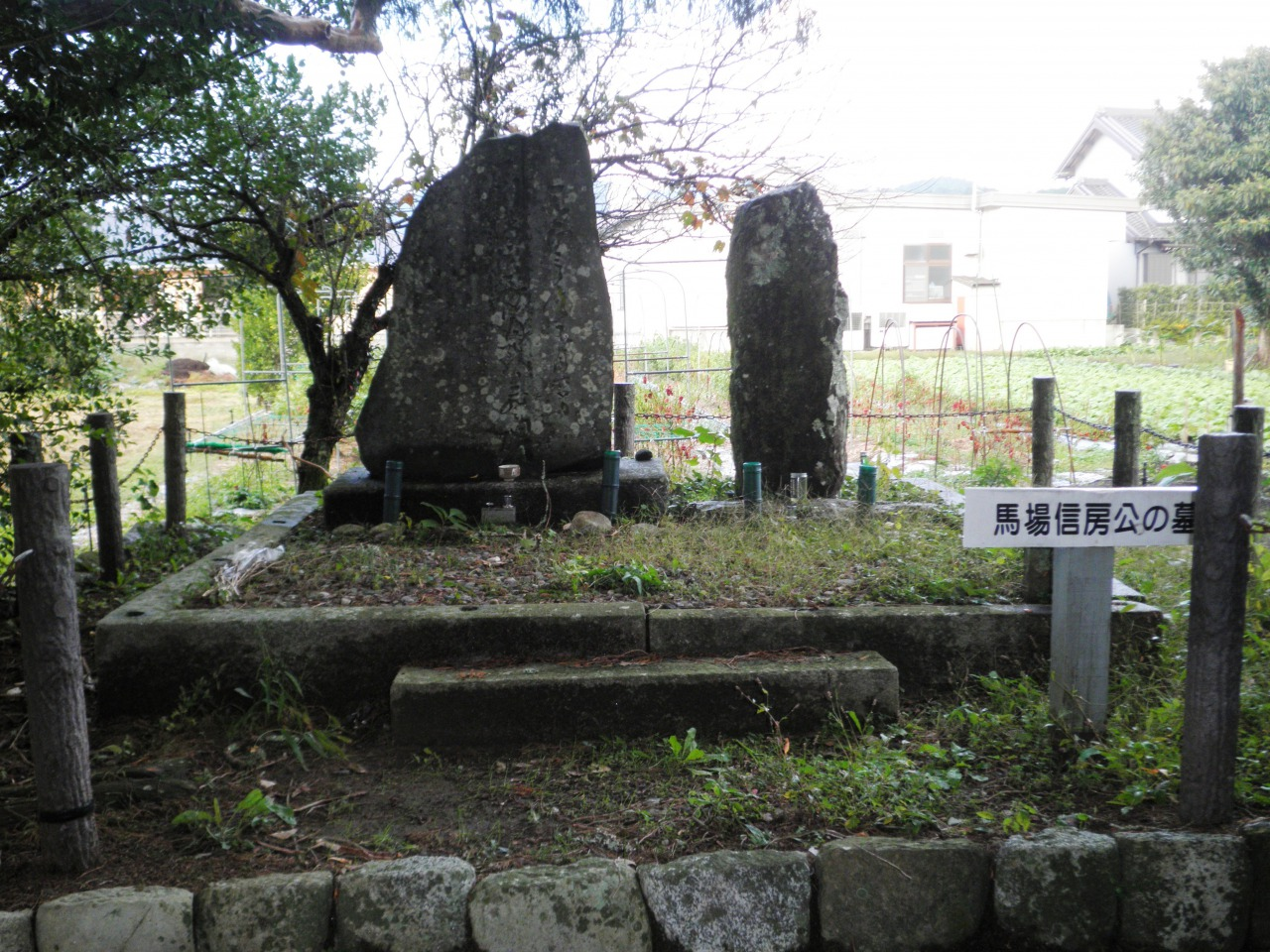
馬場信房の墓（愛知県新城市）

元亀4年（1573年）4月、信玄が死去すると、山県昌景と共に重臣筆頭として武田勝頼を補佐するが、山県と同じく、勝頼からは疎まれたという。天正3年（1575年）5月の長篠の戦いでは山県ら重臣と共に味方の不利を説き、撤退を進言するが聞き入れられなかった。それではと、自領に引き入れ、挟撃する策を進言し、それも聞き入れられないと、長篠城落城への注力を進言した。しかし結局、勝頼の側近に阻まれて退けられるといった有様であったという。ただし、これは確たる資料に出てくる話ではなく、後世の作り話である可能性が高い。
5月21日の設楽原での織田・徳川連合軍との決戦では武田軍右翼の中核に兵700人で配され、馬場隊は丸山に陣を張った織田方主力の佐久間信盛隊6000人と対峙する。馬場隊は兵を二手に分け佐久間隊に攻撃を仕掛け、ついには丸山を奪取した。しかし元々、数で劣る味方の攻勢が長続きすることはなく、次第に崩れだした武田軍は、有力武将を次々と失い、戦線は崩壊。信春が再度、撤退の進言をすると、勝頼は退却の決断に至る。
最後まで戦線を保っていた馬場隊は武田軍の殿を務めるべく、勝頼が退却を始めると、内藤昌秀と共に退路にある山あいの急峻な地形を利用して残った兵数百で迫りくる連合軍の大軍をよく阻んだ。勝頼の姿が見えなくなり退却したのを見届けると、この時点でも信春はまだ無傷であったが、追撃する織田軍と戦い、織田家家臣原田直政の配下、河井三十郎に、首を差し出した。また、討ち取られたという説もある。
『信長公記』にて「馬場美濃守手前の働き、比類なし」と評された最期だった。これは同書にて「余多の者に手を負はせ、其の後、腹十文字に切り、比類なき御働き」と評された三好義継の最期と同等である。享年61。豊川（寒狭川）沿いの出沢（すざわ、新城市出沢）が戦死の地で、石碑もある。

## 人物
武田3代に仕えた40数年の間、70回を越える戦闘に参加したが、長篠の戦いまでかすり傷一つ負わなかったという。このため、現代において「不死身の馬場美濃」、「不死身の鬼美濃」と評されている。
『甲陽軍鑑』には信春に関する逸話が数多く記され、教来石氏時代に足軽大将の山本勘助から城取（築城術）を教授されたという。深志城、牧之島城、江尻城、諏訪原城、田中城、小山城など各地（特に東海道方面に多い）の武田方の支城を築城したとされ、後代には築城の名手とも評されている。
江戸時代後期に編纂された『甲斐国志』では「智勇常に諸将に冠たり」と記し、一国の太守になれる器量人であると評されている。
山県昌景と共に武田家の重鎮として語られることが多いが､竜朱印状の奏者であり軍政の中枢にいたことが確認されている山県とは対照的に、信春の発行した竜朱印状は確認されておらず､実際の信春の武田の軍政におけるその地位は不明である。
また他の四天王が20代で100騎持ち、40代で300騎持ちなどに出世しているが、信春は44歳にしてようやく120騎持ちと出世は遅れている。

## 逸話
永禄11年（1568年）の駿河侵攻では先鋒を務めるが、その際に今川氏が収集した財宝・名物が焼失するのを惜しんだ信玄が宝物を運び出すよう指示したことを知ると、すぐさま現場に駆けつけ「貪欲な武将として後世の物笑いになる」として、周囲の面々が止めるのも聞かずに財宝を再び火中に投げ込んだ。信玄はこれを知って、「さすが7歳年上だけある」と後世に名を惜しんだ信春の器量に恥じ入ったと言われている。

## 子孫
『信長公記』によれば、嫡子の馬場民部少輔は、天正10年（1582年）2月の甲州征伐において信濃深志城において織田方に城を明け渡したという。民部少輔のその後の動向は不明であるが、戦死もしくは刑死したと考えられている。三男の房勝の子孫は江戸幕府旗本として存続した。その後、馬場氏の家督は信春の弟の馬場信頼が継いだ。信頼の子（信春の甥）馬場信久は、歌舞伎の「大杯觴酒戦強者（おおさかづきしゅせんのつわもの）」に登場する。
子孫は、江戸幕臣の他、和泉国淡輪（大阪府岬町）、越後国松岡（新潟県新発田市）、下野国上三川（栃木県上三川町）の富裕郷士となった。主家武田氏との縁組も何代かにわたり行われたため、武田氏の一族として記される場合も多い。上三川町の馬場氏は江戸期には累代名主職を務めており、一族の家紋は武田菱である。武蔵御嶽神社（東京都青梅市御岳山）の御師（神職）になった馬場氏もあり、都指定有形文化財である慶応二年（1866年）建造の御師住宅（馬場家御師住宅）と共に家系は現在も続いている。また、三河国二川（愛知県豊橋市）の馬場彦十郎の家系は、文化4年（1807年）から明治まで約60年間二川宿の本陣職を務めた。その子孫は昭和60年（1985年）まで本陣を住居としていたが、住みにくさから土地・建物を豊橋市に寄付した。現在の豊橋市二川宿本陣資料館である。
歴史学者の小和田哲男は母方の先祖が馬場信春であると聞かされて育った、と著書に記している。
妙恩寺の11代目住職日豪上人は末子。しかし、徳川家康が武田軍と対陣の際、家康軍が妙恩寺を本陣に使用することを快諾している。また、三方ヶ原の戦いで敗れた家康が妙恩寺に身を隠し、難を逃れたという伝説も残されている。

## 関連作品
映画
- 影武者(1980年、東宝映画、演：室田日出男)
- 信虎（2021年、彩プロ、演：永倉大輔）

テレビドラマ
- 天と地と（1969年、NHK大河ドラマ、演：馬場美濃守 - 山内明）
- 徳川家康（1983年、NHK大河ドラマ、演：長沢大）
- おんな風林火山（1986年、TBS、演：大林丈史）
- 武田信玄（1988年、NHK大河ドラマ、演：美木良介）
- 武田信玄（1991年、TBS、演：荒木しげる）
- 信長 KING OF ZIPANGU（NHK大河ドラマ、1992年　演：荒木しげる）
- 風林火山（1992年、日本テレビ、演：福田豊土）
- 風林火山（2007年、NHK大河ドラマ、演：高橋和也）
- 天と地と（2008年、テレビ朝日、演：馬場信勝 - 伊藤正之）

漫画
- センゴク（全15巻、2004年～2022年、出版：講談社、著者： 宮下英樹）
- 戦国ケンタウロス（全2巻、2012年～2013年、出版：芳文社、著者： 荒木俊明）
- 雪花の虎（全10巻、2018年〜2020年、出版：小学館、著者：東村アキコ）
- 信長の忍び（既19巻、2008年～、出版 : 白泉社、著者 : 重野なおき)

ゲーム
- 鬼武者Soul（声：小山力也）
- 戦国大戦
- 戦刻ナイトブラッド (声: 安元洋貴)